# 自転周期
自転周期（じてんしゅうき、Rotation period）とは、自転する天体（主として惑星）が自転軸の周りを一周するのに要する時間である。
背景の恒星に対して一周する時間は恒星時と呼ばれ、太陽に対して一周する時間は太陽時と呼ばれる。

## 周期の測定
岩石惑星や小惑星のような固体でできた天体は、自転周期として定まった値を持つ。一方、恒星やガス惑星のような気体、液体でできた天体は、差動回転という現象によって、緯度によって異なった自転周期を持つが、一般的には磁場の自転周期で定義される。球面対称でない天体の場合は、重力や潮汐力の影響を考えなくても一般に定まらない。自転軸の回りの慣性モーメントが変化するため、自転周期が変動する。土星の衛星のヒペリオンはこのような現象を示し、その自転周期はカオス理論を使って表される。

## 地球
太陽に対する地球の自転周期、すなわちLOD（Length of Day：一日の長さ）は、約86 400秒である。LODは、潮汐力による減速によって、19世紀と比べて顕著に長く（10-8程度であるが）なっており、2012年近辺では、86 400秒よりも1〜2ミリ秒程度長くなっている。これが閏秒を挿入している理由である。詳細は閏秒、地球の自転を参照のこと。
1750年から1892年の平均太陽秒（ほぼ1820年時点での秒の長さ）が1895年にサイモン・ニューカムによってTables of the Sunとしてまとめられた。この表は1900年から1983年まで天体暦を計算するのに用いられ、暦表時として知られた。国際単位系の秒はこの暦表時を基にしている ため、SI秒が定義された1967年の時点で既に86 400秒とLODとの顕著な差が発生することとなった。
国際地球回転・基準系事業(IERS)によって定められている、恒星に対する地球の自転周期は、86164.098 903 691秒（23時間56分4.098 903 691秒）である。平均春分点の移動、即ち歳差運動に対する自転周期は恒星時と呼ばれ、86164.090 530 832 88秒（23時間56分4.090 530 832 88秒）である。後者は前者よりも8.4ミリ秒程度短い。

## 主な天体の自転周期
いずれも恒星に対する自転周期、すなわち恒星時である。なお金星、天王星、冥王星の数値は負の数となっているが、これは自転軸が金星は上下逆転状態、天王星と冥王星は90度以上傾いた横倒しになっているためである。
| 天体     | 自転周期                                                 | 自転周期                                                          |
| -------- | -------------------------------------------------------- | ----------------------------------------------------------------- |
| 太陽     | 25.379995 日 (赤道) 35 日 (極)                           | 25日 9時間 7分 11.6秒 35日                                        |
| 水星     | 58.6462 日                                               | 58日 15時間 30分 30秒                                             |
| 金星     | –243.0187 日                                             | –243日 0時間 26分                                                 |
| 地球     | 0.99726968 日                                            | 0日 23時間 56分 4.100秒                                           |
| 月       | 27.321661 日                                             | 27日 7時間 43分 11.5秒                                            |
| 火星     | 1.02595675 日                                            | 1日 0時間 37分 22.663秒                                           |
| ケレス   | 0.37809 日                                               | 0日 9時間 4分 27.0秒                                              |
| 木星     | 0.4135344 日 (内部) 0.41007 日 (赤道) 0.41369942 日 (極) | 0日 9時間 55分 29.37秒 0日 9時間 50分 30秒 0日 9時間 55分 43.63秒 |
| 土星     | 0.44403 日 (内部) 0.426 日 (赤道) 0.443 日 (極)          | 0日 10時間 39分 24秒 0日 10時間 14分 0日 10時間 38分              |
| 天王星   | –0.71833 日                                              | –0日 17時間 14分 52秒                                             |
| 海王星   | 0.67125 日                                               | 0日 16時間 6分 36秒                                               |
| 冥王星   | –6.38718 日                                              | –6日 9時間 17分 32秒                                              |
| ハウメア | 0.163145 日                                              | 0日 3時間 54分 56秒                                               |